# Wojciech Nierychlewski
Wojciech Nierychlewski CSMA (ur. 20 kwietnia 1903 r. w Dąbrowicach koło Kutna, zm. 7 lutego 1942 r. w KL Auschwitz) – polski duchowny katolicki, michalita, męczennik II wojny światowej, błogosławiony Kościoła katolickiego.
Pochodził z wielodzietnej rodziny. 28 września 1923 r. wstąpił do Zgromadzenia Świętego Michała Archanioła w Pawlikowicach. Po przyjęciu do nowicjatu (5 października 1923) podjął naukę i 15 października 1924 złożył śluby czasowe, a po upływie trzech lat 8 grudnia śluby wieczyste. Po ukończeniu studiów na Wydziale Teologicznym Uniwersytetu Jagiellońskiego przyjął Święcenia kapłańskie z rąk bp Stanisława Rosponda (20 lipca 1932 r.). Mszę świętą prymicyjną odprawił 15 sierpnia 1932 w rodzinnych Dąbrowicach.
Do podjęcia stanowiska prefekta w zakładzie wychowawczym w Miejscu Piastowym przebywał w domu zakonnym w Krakowie. Aresztowany w Krakowie, gdzie był odpowiedzialny za wydawnictwo Powściągliwość i Praca został uwięziony przy ul. Montelupich w Krakowie. W początku 1942 r. został przewieziony do niemieckiego obozu koncentracyjnego Auschwitz. Prawdopodobnie został zastrzelony lub utopiony 7 lutego w 1942 r.
Został beatyfikowany 13 czerwca 1999 r. w Warszawie przez Jana Pawła II w grupie 108 błogosławionych męczenników.